# Cerdistus fuscipennis
Cerdistus fuscipennis är en tvåvingeart som först beskrevs av Macquart 1838.  Cerdistus fuscipennis ingår i släktet Cerdistus och familjen rovflugor. Inga underarter finns listade i Catalogue of Life.